# Distritos de Santa Lúcia

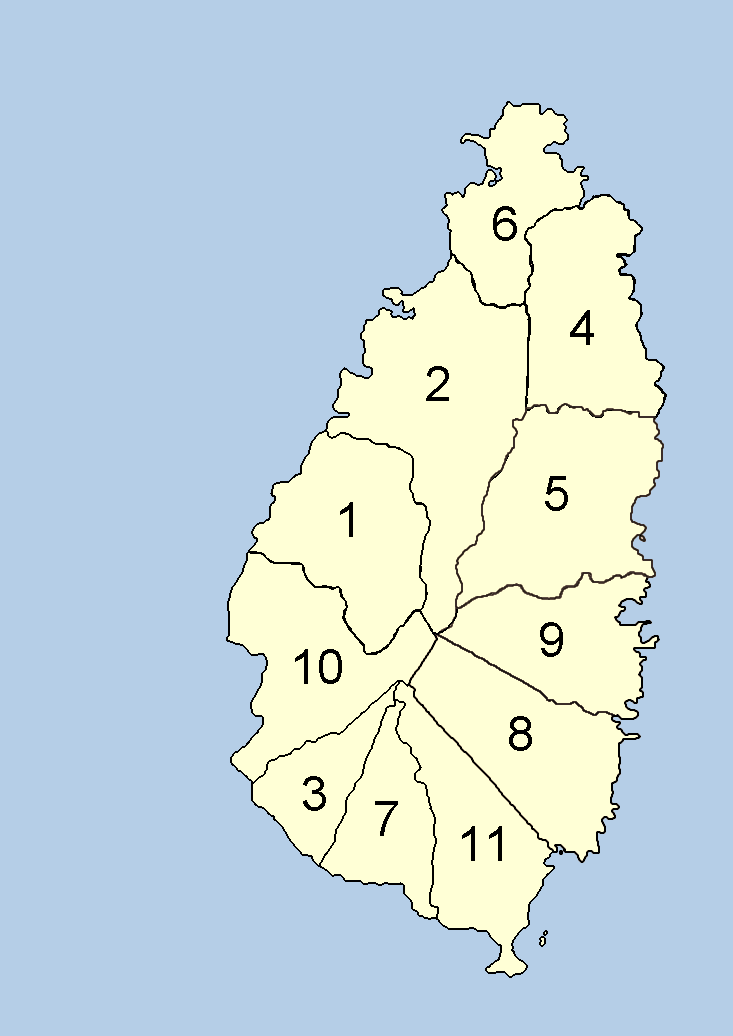
Distritos de Santa Lúcia

A ilha de Santa Lúcia está dividida em 11 distritos que são os seguintes:
- Anse-La-Raye
- Castries
- Choiseul
- Dauphin
- Dennery
- Gros-Islet
- Laborie
- Micoud
- Praslin
- Soufrière
- Vieux-Fort